# Pedro Alférez
Pedro Alférez González fue un prolífico historietista español (Inca (Baleares), 1925-Barcelona, 1987), que trabajó también para el mercado francófono.

## Biografía
Pedro Alférez inició su carrera profesional durante los años cuarenta, trabajando en cuadernos de editoriales como Ameller y en revistas como "Leyendas Infantiles" y "Pulgarcito".
En 1948 fundó con su hermano Feralgo el sello "Éxito", que paradójicamente fue un fracaso. Al año siguiente, consiguió, sin embargo, su primer serial de larga duración con Mascarita (Grafidea, 1949), bajo guiones de Federico Amorós.
En 1958 emigró a Francia, donde continuó la serie Brik, le Corsaire du Roi, y a Alemania.
De vuelta en España, participó en la fundación del Club DHIN y colaboró en "Strong" y "Tío Vivo".

## Obra
| Años | Título                                                                        | Guionista                | Tipo            | Publicación                                                   |
| ---- | ----------------------------------------------------------------------------- | ------------------------ | --------------- | ------------------------------------------------------------- |
| 1940 | El Payote                                                                     | Pedro Alférez            | Serial          | Bergis                                                        |
| 1943 | El Capitán Zambomba                                                           | Feralgo                  | Serial          | Seila                                                         |
| 1943 | Olivita y Rebotijo                                                            | Pedro Alférez            | Serial          | Ameller                                                       |
| 194? | Tap Tap y Polvorilla                                                          | Pedro Alférez            | Serial          | Ameller                                                       |
| 1944 | Leoncito                                                                      | Pedro Alférez            | Serie           | Leyendas Infantiles                                           |
| 1944 | El mundo se ríe                                                               | VV. AA.                  | Serie colectiva | Pulgarcito                                                    |
| 1944 | Teodolito Ultramuz                                                            | Pedro Alférez            | Serie           | Pulgarcito                                                    |
| 1944 | Cinco Palos                                                                   | Pedro Alférez            | Serial          | Ameller                                                       |
| 1944 | Aventuras de Conejín                                                          | Feralgo                  | Serial          | Hispano Americana                                             |
| 1944 | El Halcón de Acero                                                            | Feralgo                  | Serial          | Ameller                                                       |
| 1944 | Panchito y Blanquita                                                          |                          | Álbum           | Hispano Americana                                             |
| 1945 | Aventuras de León, Dan y Alicia                                               | Feralgo                  | Serial          | Ameller                                                       |
| 1945 | Avalancha Kid                                                                 | Feralgo                  | Serial          | Ameller                                                       |
| 1945 | Juanito                                                                       |                          | Álbum           | Hispano Americana                                             |
| 1946 | Pinky, Poly y Virginia                                                        | Feralgo                  | Serial          | Éxito                                                         |
| 1946 | El Pirata Moderno                                                             | Feralgo                  | Serial          | Toray                                                         |
| 1946 | Cinco Héroes                                                                  |                          | Serial          | Fiac                                                          |
| 1948 | Bartolo, el Rey del Rancho                                                    | Pedro Alférez            | Serie           | El Coyote                                                     |
| 1948 | Fred Ryder                                                                    | Feralgo                  | Serie           | El Campeón                                                    |
| 1948 | Aunque le cueste creerlo                                                      | VV. AA.                  | Serie colectiva | Pulgarcito                                                    |
| 1948 | En este extraño mundo                                                         | VV. AA.                  | Serie colectiva | El Campeón                                                    |
| 1948 | El Rey de la Jungla                                                           | Pedro Quesada            | Serial          | Bruguera                                                      |
| 1948 | La mano que aprieta                                                           | Federico Amorós          | Serial          | Grafidea                                                      |
| 1949 | El Sargento Ryan, de la Real Policía Montada del Canadá                       | Feralgo                  | Serie           | El Coyote                                                     |
| 1949 | El Pirata Cobra Blanca                                                        |                          | Serie           | Cíes                                                          |
| 1949 | El Payo                                                                       |                          | Serial          | Iberoamericanas                                               |
| 1949 | Destry Ryder                                                                  | Feralgo                  | Serial          | Iberoamericanas                                               |
| 1949 | Mascarita núm. 1-17                                                           | Federico Amorós          | Serial          | Grafidea                                                      |
| 1950 | El Vaquero Moderno                                                            | Feralgo                  | Serial          | Favencia                                                      |
| 1950 | El Capitán Sullivan, de la Real Policía Montada del Canadá                    | Feralgo                  | Serial          | Marco                                                         |
| 1950 | El Caballero Pirata Ricardo de Guzmán                                         |                          | Álbum           | Hispano Americana                                             |
| 1950 | Los Tres Diablillos en Un día de limpieza                                     | Feralgo                  | Álbum           | Hispano Americana                                             |
| 1950 | ¿Quién mató a Bucky?                                                          |                          | Álbum           | Hispano Americana                                             |
| 1951 | El Inspector Dan núms. 25, 27, 29, 33, 35, 37, 40, 42-46, 48-51, 54-59, 61-68 |                          | Serial          | Bruguera                                                      |
| 1952 | Rufo-Rufa                                                                     |                          | Serie           | La Risa                                                       |
| 1952 | Tóntilo Idiótez                                                               |                          | Serie           | La Risa                                                       |
| 1952 | Leandro, el ratón trotamundos                                                 |                          | Serie           | Hipo, Monito y Fifí                                           |
| 195- | Hazañas de la Infantería de la Marina                                         |                          | Serie           | La Risa                                                       |
| 1952 | El Capitán Johnson                                                            | Feralgo                  | Serial          | Ameller                                                       |
| 1954 | Matilde, niña revoltosa                                                       |                          | Serie           | Mariló                                                        |
| 1954 | Anita, secretaria perfecta                                                    |                          | Serie           | Mariló                                                        |
| 1954 | Los gemelos Dolly                                                             |                          | Serie           | Mariló                                                        |
| 1954 | Comandos                                                                      |                          | Serial          | Valenciana                                                    |
| 1956 | Moby Dick                                                                     | José Antonio Vidal Sales | Álbum           | Bruguera: Historias, núm. 18                                  |
| 1956 | Rob Roy                                                                       |                          | Álbum           | Bruguera: Historias, núm. 23                                  |
| 1957 | ¿Qué sabe vd. de...?                                                          |                          | Serie           | Pulgarcito                                                    |
| 1957 | Aunque le cueste creerlo                                                      |                          | Serie           | Pulgarcito                                                    |
| 1957 | Un capitán de quince años                                                     | José María Carbonell     | Álbum           | Bruguera: Historias, núm. 36                                  |
| 1957 | Las dos huerfanitas                                                           |                          | Álbum           | Bruguera: Historias, núm. 40                                  |
| 1958 | Guillermo Tell                                                                | José María Carbonell     | Álbum           | Bruguera: Historias, núm. 64                                  |
| 1958 | Viajes de Gulliver                                                            | Ricardo Acedo            | Álbum           | Bruguera: Historias, núm. 70                                  |
| 1958 | La conquista del mar                                                          | Enrique Martínez Fariñas | Álbum           | Bruguera: Historias, núm. 72                                  |
| 1959 | Un invierno entre los hielos                                                  | Joaquín Ripoll Casas     | Álbum           | Bruguera: Historias, núm. 76                                  |
| 1959 | El famoso capitán Singlenton                                                  |                          | Álbum           | Bruguera: Historias, núm. 80                                  |
| 1962 | Brik                                                                          |                          | Serie           | Audacia                                                       |
| 1971 | Celtiberión                                                                   | Estalló                  | Serie           | Strong                                                        |
| 1971 | Pórrez y Cía.                                                                 | Pedro Alférez            | Serie           | Tío Vivo, Super Tío Vivo (Bruguera)                           |
| 1975 | El pirata Barba Verde y los 40 canijos                                        |                          | Álbum           | Club Amigos de la Historieta: Suplemento de boletines, núm. 2 |